# Arquidiocese de Durango
A Arquidiocese de Durango (Archidiœcesis Durangensis) é uma circunscrição eclesiástica da Igreja Católica situada em Victoria de Durango, Durango, México. Seu atual arcebispo é Faustino Armendáriz Jiménez. Sua Sé é a Catedral Basílica de Nossa Senhora.
Possui 92 paróquias servidas por 1578 padres, contando com 1.385.000 habitantes, com 84,5% da população jurisdicionada batizada.

## História
A atividade missionária no noroeste do México foi mais tarde do que na região central do país. Algumas tentativas foram realizadas pelos franciscanos desde a primeira metade do século XVI e após a fundação da cidade de Durango foi erguido o mosteiro, que se tornou o centro da missão que se estendeu até a Califórnia. A pedido do rei Filipe III da Espanha, no consistório de 28 de setembro de 1620, foi decidida a ereção da Diocese de Durango, com recursos provenientes do território da diocese de Guadalajara. Era sufragânea da Arquidiocese da Cidade do México.
Originalmente o território da nova diocese era imenso e incluía os atuais estados mexicanos de Durango, Sinaloa, Sonora, Chihuahua e California, além do Novo México; mas, em teoria, a sua jurisdição alcançava ao Mississippi. Os bispos tinham de viajar milhares de quilômetros para visitar a diocese, para fundar novas igrejas e batizar muitos nativos que se converteram ao Cristianismo. Deve-se a Ignacio Diez de la Barrera o estabelecimento do seminário diocesano; nos inúmeros relatórios sobre visitas pastorais dos bispos há queixas de que os franciscanos, a quem foi dada a tarefa de evangelizar o norte da diocese, não aprenderam a língua dos índios.
Em 7 de maio de 1779, em 18 de julho de 1826 e em 23 de julho de 1850 a diocese cede partes do seu território em vantagem da ereção respectivamente da diocese de Sonora (atual arquidiocese de Hermosillo), da diocese de Saint Louis e do vicariato apostólico do Novo México (atual arquidiocese de Santa Fé).
Durante o século XIX os bispos se opuseram com energia e coragem à disposição anti-clerical do novo governo mexicano tendendo a controlar a Igreja e limitar a liberdade de ação. Entre eles se destacou Dom José Antonio Laureano de Zubiría y Escalante.
Em 1863 a diocese passou à província eclesiástica da arquidiocese de Guadalajara, ereta no mesmo ano.
Em 23 de junho de 1891, por força da bula Illud in primis do Papa Leão XIII, cedeu uma outra parte do território em vantagem da ereção da diocese de Chihuahua e junto é elevada ao posto de arquidiocese metropolitana. Em 1896 ocorre o primeiro concílio provincial sob a presidência do arcebispo Santiago de Zubiría y Manzanera.
O seu sucessor Francisco de Paula Mendoza y Herrera tentou em vão defender a cidade episcopal do exército revolucionário em 1913: em primeiro lugar foi preso, então exilado nos Estados Unidos, de onde ele foi capaz de retornar ao país apenas em 1919. Mesmo o seu sucessor José María González Valencia foi exilado nos Estados Unidos, de onde regressou em 1929, por sua forte oposição às leis anti-clericais do governo e pela publicação de uma dura carta pastoral que atraiu sobre si a atenção de toda a Igreja mexicana. Neste período de perseguição contra a igreja mexicana foram mortos vários padres da arquidiocese.
Na segunda metade do século XX e no início do novo milênio, a arquidiocese cedeu mais partes de território para a criação de várias circunscrições eclesiásticas: a diocese de Mazatlán (1958), a prelazia de Jesús María (1962), a prelazia de El Salto (1968) e a diocese de Gómez Palacio (2008).

## Prelados
| #                 | Nome                                                            | Período    | Notas                                       |
| Arcebispos        | Arcebispos                                                      | Arcebispos | Arcebispos                                  |
| ----------------- | --------------------------------------------------------------- | ---------- | ------------------------------------------- |
| 10º               | Faustino Armendáriz Jiménez                                     | 2019-      | Atual                                       |
| 9º                | José Antonio Fernández Hurtado                                  | 2014-2019  | Nomeado Arcebispo de Tlalnepantla           |
| 8º                | Héctor González Martínez                                        | 2003-2014  | Arcebispo emérito                           |
| 7º                | José Trinidad Medel Pérez                                       | 1993-2002  |                                             |
| 6º                | Antonio López Aviña                                             | 1961-1993  |                                             |
| 5º                | Lucio Torreblanca y Tapia                                       | 1959-1961  |                                             |
| 4º                | José María González y Valencia                                  | 1924-1959  |                                             |
| 3º                | Francisco de Paula Mendoza y Herrera                            | 1909-1923  |                                             |
| 2º                | Santiago de Zubiría y Manzanera                                 | 1895-1909  |                                             |
| 1º                | José Vicente Salinas y Infanzón                                 | 1891-1894  |                                             |
| Bispos            |                                                                 |            |                                             |
| 24º               | José Vicente Salinas y Infanzón                                 | 1868-1891  | Elevado à Arcebispo                         |
| 23º               | José Antonio Laureano de Zubiría y Escalante                    | 1831-1863  |                                             |
| 22º               | Juan Francisco Castañiza Larrea y González de Agüero            | 1815-1825  |                                             |
| 21º               | Francisco Gabriel de Olivares y Benito                          | 1795-1812  |                                             |
| 20º               | José Joaquín Granados y Gálvez, O.F.M.                          | 1794       |                                             |
| 19º               | Esteban Lorenzo de Tristán y Esmenota                           | 1783-1793  | Nomeado Bispo de Guadalajara                |
| 18º               | Antonio Macarulla Minguilla de Aguilain                         | 1772-1781  |                                             |
| 17º               | José Vicente Díaz Bravo, O. Carm.                               | 1769-1772  |                                             |
| 16º               | Pedro Zamorana Romezal                                          | 1757-1768  |                                             |
| 15º               | Pedro Anselmo Sánchez de Tagle                                  | 1747-1757  | Nomeado Bispo de Michoacán                  |
| 14º               | Martín de Elizacoechea                                          | 1735-1745  | Nomeado Bispo de Michoacán                  |
| 13º               | Benito Crespo y Monroy, O.S.                                    | 1722-1734  | Nomeado Bispo de Tlaxcala                   |
| 12º               | Pedro de Tapiz y García                                         | 1714-1722  | Nomeado postumamente Bispo de Guadalajara   |
| 11º               | Ignacio Diez de la Barrera y Bastida                            | 1705-1709  |                                             |
| 10º               | Manuel de Escalante Colombres y Mendoza                         | 1701-1704  | Nomeado Bispo de Michoacán                  |
| 9º                | García Felipe de Legazpi y Velasco Altamirano y Albornoz        | 1691-1701  | Nomeado Bispo de Michoacán                  |
| 8º                | Manuel de Herrera, O.F.M.                                       | 1686-1689  |                                             |
| 7º                | Bartolomé Garcia de Escañuela, O.F.M.                           | 1676-1684  |                                             |
| 6º                | Juan de Ortega Cano Montañez y Patiño                           | 1674-1675  | Nomeado Bispo de Guatemala                  |
| 5º                | Juan Aguirre y Gorozpe                                          | 1659-1671  |                                             |
| 4º                | Pedro de Barrientos Lomelin                                     | 1655-1658  |                                             |
| 3º                | Francisco Diego Díaz de Quintanilla y de Hevía y Valdés, O.S.B. | 1639-1655  | Nomeado Bispo de Antequera                  |
| 2º                | Alonso de Franco y Luna                                         | 1632-1639  | Nomeado Bispo de La Paz                     |
| 1º                | Gonzalo Hernández y Hermosillo y González, O.S.A.               | 1620-1631  |                                             |
| Bispos-auxiliares |                                                                 |            |                                             |
|                   | Enrique Sánchez Martínez                                        | 2008–2015  | Nomeado Bispo de Nuevo Laredo               |
|                   | Juan de Dios Caballero Reyes                                    | 1993–2008  | Bispo auxiliar emérito                      |
|                   | José Andrés Corral Arredondo                                    | 1989–1992  | Nomeado Bispo de Parral                     |
|                   | Manuel Mireles Vaquera                                          | 1982–1988  | Nomeado Bispo prelado coadjutor de El Salto |
|                   | Rafael Barraza Sánchez                                          | 1979–1981  | Nomeado Bispo de Mazatlán                   |
|                   | Francisco Ferreira Arreola                                      | 1957–1960  | Nomeado Bispo de Texcoco                    |
|                   | José María González y Valencia                                  | 1922–1924  | Nomeado Arcebispo                           |